# Shenyang J-13
Die Shenyang J-13 (chinesisch 歼-13) war der Entwurf für ein leichtes Überschall-Kampfflugzeug, das bei der Shenyang Aircraft Corporation entwickelt worden war.

## Entwicklungsgeschichte
Die Planung der J-13 geht vermutlich auf Mitte der 1960er Jahre zurück und war eine eigenständige, chinesische Entwicklung des Shenyang 601 Institute, welche optisch Ähnlichkeiten mit der Lockheed F-104 Starfighter hatte. Fünf Prototypen wurden 1971 hergestellt, eine Fertigung in Serienproduktion erfolgte nicht. Anfang der 1990er Jahre wurde das Projekt eingestellt, nachdem Überlegungen für den Bau trägergestützter Flugzeuge auf Basis des Entwurfs verworfen wurden.

## Technische Daten
| Kenngröße             | Daten                                    |
| --------------------- | ---------------------------------------- |
| Besatzung             | 1                                        |
| Länge                 | 17,5 m                                   |
| Spannweite            | 10,4 m                                   |
| Leermasse             | 11.600 kg                                |
| Höchstgeschwindigkeit | Mach 2,5/2,7                             |
| Einsatzreichweite     | 2340 km                                  |
| Triebwerke            | 1 × Turbojet Wopen WP-6Z mit Nachbrenner |
| Standschub            | 3.700 kg                                 |
| Schub mit Nachbrenner | 5.600 kg                                 |